# Vera Michalski
Pour les articles homonymes, voir Michalski.
Vera Michalski-Hoffmann, née à Bâle le 5 novembre 1954, est la présidente de plusieurs maisons d'édition en Suisse, en France et en Pologne et de la Fondation Jan Michalski. Ces maisons sont regroupées au sein de la holding Libella SA basée à Lausanne.

## Biographie
Vera Hoffmann, d'origine suisse et autrichienne, a vécu jusqu'à l'âge de 16 ans en Camargue, à la station de recherche de la Tour du Valat, située à 28 km d'Arles. Durant son passage, cette station comprenait une activité agricole et l'électricité y était fournie par un groupe électrogène. Cela tient au fait que son père, Luc Hoffmann (1923-2016), docteur en zoologie, consacre une grande partie de sa vie, de ses moyens financiers (il est le petit-fils de Fritz Hoffmann-La Roche, fondateur du groupe pharmaceutique Hoffmann-La Roche) et de ses réflexions à la cause de la nature. Il a été, avec Peter Scott, le fils de l'explorateur du pôle Sud, le fondateur du World Wildlife Fund (WWF) en 1961. Ce lieu, protégé par la fondation familiale MAVA, est devenu un centre  international pour  l'étude des milieux humides méditerranéens.
La fondation, qui possède près de 2 500 hectares, est chargée de la protection de ce lieu.
Durant l'enfance de Vera Hoffmann, de ses deux sœurs, dont Maja, et de son frère André, leurs parents ont créé une école privée agréée par l'Éducation nationale. L'école regroupait environ 14 enfants, principalement les enfants des collaborateurs de la station ornithologique et de quelques voisins de modeste condition.
Du côté de sa mère, Daria Razumovsky, Vera Hoffmann descend d'émigrés autrichiens et russes. Le récit de la jeunesse (de 1914 à 1919) de sa grand-mère, qui a fui la révolution russe, a été publié en 1990. Le journal de sa mère et des deux sœurs de celle-ci a été publié en 2004.
Vera Hoffmann étudie à l’Institut de hautes études internationales et du développement à Genève, où elle se lance dans une thèse sur « Le phénomène des compagnons de route du communisme en France, de 1928 à 1939 ». Elle interrompt cependant ses études pour se consacrer à l'édition.
En 1983, elle épouse Jan Michalski (1953-2002), à l'époque du communisme en Pologne, intellectuel polonais qu'elle a rencontré sur les bancs de l'université de Genève.
Elle est mère de deux filles.

### Prise de position
En octobre 2019, elle signe avec 40 personnalités du monde du spectacle et de la culture une tribune contre l'interdiction de la corrida aux mineurs que la députée Aurore Bergé voulait introduire dans une proposition de loi sur le bien-être animal

## Édition
Vera Michalski crée, en 1986, les Éditions Noir sur Blanc à Montricher avec son mari Jan Michalski. L'idée était de publier des écrivains de culture slave, et d'offrir ce type de littérature (romans, nouvelles, théâtre, poésie), mais également des essais, des documents, des témoignages, des journaux et mémoires traduisant des moments forts de l'Histoire de pays tels que la Pologne, la Lituanie ou la Russie.
Cet attrait slavophile est né lors de la rencontre avec son mari. Jan Michalski, qui était né en Pologne dans une famille ayant dû composer avec la terreur stalinienne et qui a toujours été très sensible à cet univers. Il s'agit d'une rencontre entre deux personnes qui ne viennent pas du même milieu social, mais rapprochées par leur parcours. Le coup d'État en Pologne empêche l'étudiant de retourner dans son pays, son passeport ayant été déposé à l'ambassade en signe de non-allégeance au général Jaruzelski. C'est donc seule que Vera Michalski se rend à Varsovie, en 1982. Amoureuse de la Pologne, elle découvre alors la fragilité des ponts culturels en provenance de ce pays : « à part les éditions L'Âge d'Homme, qui publiaient quelques auteurs polonais, aucune maison d'édition n'avait de démarche organisée pour faire connaître cette littérature. Mon mari et moi avons senti que c'était la chose à faire à ce moment-là. »
Effectivement, après les éditions Gallimard, l'Âge d'Homme, en seconde place, publie 7,6 % des traductions du polonais en France. C'est ainsi qu'elle va suivre son mari dans ses idéaux : diffuser cette littérature bloquée au niveau du rideau de fer. À partir de ce moment-là, il s'agira d'établir « une passerelle entre l'Est et l'Ouest [convaincus] qu'une Europe digne de ce nom est celle où les peuples partagent les richesses de leurs cultures. »
Par la suite, le couple a racheté plusieurs maisons d'édition qui ont ensuite été réunies au sein du Groupe Libella dont la holding se situe à Lausanne. Ce groupe réunit, entre autres, les maisons d'édition : Noir sur Blanc (Suisse), les éditions Phébus, Buchet Chastel, Le Temps Apprivoisé.
En Pologne Vera Michalski a racheté Oficyna Literacka (Noir sur Blanc) à Varsovie et Wydawnictwo Literackie à Cracovie.
En 1991, elle prend également possession de la Librairie polonaise de Paris.
Elle est présidente du Bureau international de l'édition française depuis 2013.
Bien que Vera Michalski soit l'héritière d'une grande fortune, elle prétend veiller à différencier ses activités d'édition, qui visent la rentabilité, et ses activités de mécénat.
Elle affirme toutefois pouvoir prendre des risques éditoriaux que des maisons moins solides financièrement ne peuvent pas se permettre et ainsi publier des ouvrages pointus. Toutefois, tous les projets éditoriaux visent la rentabilité, même si pour certains, il s'agit de bouées lancées à long terme.
Vera Michalski, à travers ses activités d'éditrice, se veut une passeuse entre les cultures de l'Est et de l'Ouest, ses activités, commencées avec son mari, ont débuté en 1986, avant la chute du mur, alors que les échanges étaient difficiles. Elle parle couramment cinq langues, français, allemand, anglais, espagnol et polonais. Elle déclare en outre maîtriser imparfaitement le russe.

## Mécénat culturel
En 2004, Vera Michalski a annoncé la création de la Fondation Jan Michalski à Montricher dans le canton de Vaud, qu'elle préside depuis.
La Fondation, établie à Montricher, a été construite par les architectes Vincent Mangeat et Pierre Wahlen. Le bâtiment, inauguré en 2013, abrite aujourd'hui une bibliothèque, un auditorium, une salle d'exposition et des résidences d'écriture. La Fondation soutient financièrement de nombreux projets en lien avec la littérature.
Vera Michalski a également créé le Prix Jan Michalski de littérature qui a pour but de récompenser une œuvre de la littérature mondiale, tous genres confondus (récits, romans, essais, biographies, livres d'art, etc.), ouvert aux écrivaines et écrivains du monde entier quelle que soit leur langue d'écriture. Il contribue ainsi à la reconnaissance internationale de son autrice ou auteur. Le prix est doté de 50 000 francs suisseset d'une oeuvre d'art choisie spécifiquement pour l'écrivaine ou écrivain primé.e.

## Publication
- Catherine Sayn-Wittgenstein, La Fin de ma Russie, traduit de l'allemand par Vera Michalski, éditions Noir sur Blanc, 1990 ; rééd. poche Phébus, coll. « Libretto »

## Prix et distinctions
- 2012, médaille d'honneur Bene Merito polonaise[23],[24]
- 2013, docteur honoris causa de la faculté des lettres de l'université de Lausanne[25]

### Interview
- « Vera Michalski : « Le monde a soif de littérature pour mieux exister » », Viabooks,‎ 24 mai 2016 (lire en ligne, consulté le 10 octobre 2016)